# El Cavall Bernat (Marganell)
El Cavall Bernat és una agulla de la muntanya de Montserrat ubicada a la comarca del Bages, a cavall sobre el límit entre els municipis de Monistrol de Montserrat i de Marganell. Dins el massís ocupa una posició central, localitzant-se a l'extrem més occidental de la Regió de la Tebaida o de Sant Salvador.
Per diverses raons, entre les quals cal destacar les que tot seguit es detallen, el Cavall Bernat no sols és la muntanya més coneguda i rellevant de Montserrat, sinó també una de les més emblemàtiques de Catalunya:
- La seva forma fàl·lica quasi perfecta, altiva i esvelta, sempre ha cridat molt l'atenció, i hi cal cercar l'etimologia del seu nom: Carall Bernat; carall és sinònim de penis en un llenguatge barroer.
- La seva posició central, dins el massís, i enlairada sobre la carena, fan que destaqui pràcticament des de tot arreu, convertint-lo en un dels trets típics més característics del perfil de la muntanya de Montserrat.
- Aquesta és una agulla montserratina amb llegenda pròpia, coneguda com a llegenda del Cavall Bernat.
- La reputació d'inexpugnable de què gaudia al principi, així com les circumstàncies poc menys que èpiques en què es va produir la primera escalada l'any 1935, van sumar-se a la fama i a l'interès general per aquesta muntanya.
- Les nombroses històries i anècdotes associades a aquest cim són ben conegudes i prou interessants com per haver merescut ser publicades en un llibre per si soles: Història d'una pedra: Cavall Bernat de Montserrat, 1935-1985, de Josep Barberà i Suqué.[4]
- Aquesta és, ara com ara, l'única muntanya de Montserrat que gaudeix d'un club propi, el Grup Cavall Bernat, que des del 1978 aplega aquells escaladors que han aconseguit assolir-ne el cim.
- Des de l'any 2010 l'escalador Josep Massana es fa carrec i Presideix la junta que es va crear per tal de donar oficialitat de club esportiu al GRUP CAVALL BERNAT. Aquesta nova etapa te com a objectiu donar més visibilitat al Grup Cavall i tambe començar a fer un reconeixement especial "MEMBRES D'HONOR" als cavallistes que al llarg de la seva vida han donat protagonisme a un esport que socialment no es gaire be entes. L'escalada i l'alpinisme son activitats que requereixen una superació personal i no competitiva que fins al dia d'avui ha mantingut aquest esperit. Després del reconeixement com esport Olímpic, l'escalada indoor agafa un altre caire que el fa més atractiu pel jovent. Dins de la seva junta ha integrat membres del món de la muntanya com en Josep Sicart (antic president de la UEC) i en Francesc Sanahuja i Toledano (Antic president del CEG i de la FEEC) Els membres d'honor son reconeguts a través dels reculls i historial personal i que donen protagonisme a les seves experiències.
- Per tot plegat, així com per la longitud, elegància i dificultat de les vies d'escalada que solquen les seves parets, el Cavall Bernat és un cim de referència, i un dels més cobejats per la comunitat dels escaladors.
- Anualment hi pugen més de 1.500 escaladors. Destaca especialment, per la importància en la història de l'escalada a Catalunya, l'obertura de la via Puigmal, al Cavall Bernat, realitzada el 17 d'octubre de 1954 per l'escalador i alpinista Jordi Álvarez Garcia.[5]

## Llegenda del Cavall Bernat
La llegenda del Cavall Bernat és una llegenda que es refereix al cim del Cavall Bernat, que explica que ja fa molt de temps hi havia un boscater que vivia en un poblet dels voltants de Montserrat. Es guanyava la vida tallant i venent llenya que recollia dels boscos de la muntanya. Era una feina dura i sacrificada, ja que es passava el dia aterrant arbres a cops de destral i transportant fatigosament els feixos als pobles de la plana, vora el riu.
El llenyataire va fer un tracte amb el diable, que li va prestar un cavall anomenat Bernat, ràpid com un llampec, perquè l'ajudés en aquesta feina. "Cavall Bernat, cavall Bernat, baixa la llenya al Llobregat", deia el llenyataire al cavall. Però, seguint la llegenda, qui fa pactes amb el diable alguna cosa ha de donar a canvi. La condició imposada pel diable fou que al cap de deu anys el llenyataire li havia de proporcionar un altre cavall de característiques semblants.
El llenyataire es va fer ric gràcies a l'ajuda del cavall Bernat, però el dia en què es complien els deu anys, el diable li recordà la promesa que el llenyataire ja havia oblidat. Davant d'això, la seva muller va pregar a la Mare de Déu i una llum va omplir l'indret. Després de l'ensurt, el diable i el cavall Bernat desaparegueren i en el seu lloc s'alçava una pedra assenyalant el cel.

## Altres llegendes
Altres llegendes referides al cim del Cavall Bernat relacionen aquestes roques individualitzades amb un antic culte fàl·lic precristià, i afirmen que tot aquell que n'abasti el cim haurà de sofrir com a conseqüència un canvi de sexe.